# Alojzy Kluczniok
Alojzy Kluczniok (ur. 8 kwietnia 1914 w Knurowie, zm. 1 stycznia 1962 w Krakowie) – polski kompozytor i dyrygent.

## Życiorys
Urodził się w rodzinie Emila, urzędnika, i Anny z domu Malinowskiej. Studiował w konserwatorium w Krakowie grę na fortepianie, kompozycję i dyrygenturę. W latach 1935–1939 komponował muzykę do przedstawień krakowskiego teatru Cricot i występował w nich.
Po wojnie w 1945 objął kierownictwo muzyczne Teatru Śląskiego im. Stanisława Wyspiańskiego w Katowicach, współpracował też z Teatrem Powszechnym w Krakowie i Teatrem Miejskim w Częstochowie. W latach 1945–1946 był wykładowcą w krakowskim Studium Dramatycznym Iwo Galla. W 1947 podjął pracę w Rozgłośni Polskiego Radia w Krakowie, gdzie był współtwórcą i pierwszym kierownikiem Chóru Polskiego Radia w Krakowie. Pracował jako dyrygent w Teatrze Muzycznym w Krakowie. Opracowywał muzykę do sztuk i widowisk teatralnych oraz komponował pieśni i kantaty. Był radnym Wojewódzkiej Rady Narodowej w Krakowie.
Zmarł nagle w wieku 47 na zawał serca nad ranem pierwszego dnia roku 1962. Pochowany na cmentarzu Salwatorskim w Krakowie (sektor SC13-1-67).

## Twórczość
Kompozytor muzyki filmowej
- 1952 – Pieniny (film dokumentalny)
- 1956 – W dolinie Prądnika (film dokumentalny)
- 1961 – Spotkanie z Beskidem (film dokumentalny)
- 1961 – Pasterska opowieść (film dokumentalny)
- 1980 – Romans z wodewilu (spektakl telewizyjny)

Opracowanie muzyczne
- Śmierć komiwojażera
- 1953 – Igrce w Barbakanie
- 1958 – Słowo o Jakubie Szeli (spektakl telewizyjny)

Nagrania piosenek
- 1946 – „Dziewczyno”
- 19?? – „Czy pamiętasz tę noc w Zakopanem?” (nakł. wytw. Gong)

## Ordery i odznaczenia
- Krzyż Kawalerski Orderu Odrodzenia Polski (1954)[1]
- Złoty Krzyż Zasługi (1952)[5]
- Medal 10-lecia Polski Ludowej (1955)[6]